# Straufhain
Straufhain è un comune di 2 704 abitanti abitanti della Turingia, in Germania.
Appartiene al circondario (Landkreis) di Hildburghausen (targa HBN) ed è indipendente delle comunità amministrative (Verwaltungsgemeinschaft).